# JR
JR（ジェイアール、Japan Railways）は、日本国有鉄道（国鉄）の分割民営化により1987年に発足した鉄道事業者の統一的総称。6つの旅客鉄道会社と1つの貨物鉄道会社などから構成される。全体としてJRグループ（JR-GROUP）とも呼ばれる。
国鉄の英文字略称が「JNR （Japanese National Railways）」であったことから、「国有」を表すNを除いて「JR」とした、と説明されることもあるが、実際には「NR」（Nは日本=Nihon、Nipponの頭文字）などの案も検討されていた。

## JRグループ
JRグループには、6つの旅客鉄道会社と1つの貨物鉄道会社、鉄道の研究機関（公益財団法人）やコンピュータシステムを担当する会社があり、旅客鉄道株式会社及び日本貨物鉄道株式会社に関する法律（JR会社法）を設立根拠とする会社と、対象外の会社が混在している。そのうち旅客鉄道事業を担当する会社は、それぞれJRバスやJRホテルグループに属する会社のほか、駅ビルや飲食店などを運営する各種子会社・関連会社を傘下に収めている。また、貨物鉄道事業を担当するJR貨物に関しても、臨海鉄道会社や物流会社などを傘下に収めている。また、幅広い鉄道網を抱えて、地域や日本の移動の足となっている。
| 事業領域 | 法人名             | 種別         | 通称            | コーポレートカラー | 本社                      | 主な事業区域 |
| -------- | ------------------ | ------------ | --------------- | ------------------ | ------------------------- | --- |
| 旅客鉄道 | 北海道旅客鉄道     | 株式会社     | JR北海道        | 萌黄               | 北海道札幌市              | 北海道、および青森県津軽地方の一部                                                                                       |
| 旅客鉄道 | 東日本旅客鉄道     | 株式会社     | JR東日本        | 緑                 | 東京都渋谷区              | 東北・関東・甲信越、および静岡県東部の一部                                                                               |
| 旅客鉄道 | 東海旅客鉄道       | 株式会社     | JR東海          | 橙                 | 愛知県名古屋市 東京都港区 | 東京都から京都府を経由し大阪府までを結ぶ東海道新幹線とリニア中央新幹線、および東海・長野県南部・山梨県南部・神奈川県西部 |
| 旅客鉄道 | 西日本旅客鉄道     | 株式会社     | JR西日本        | 青                 | 大阪府大阪市              | 北信越・三重県伊賀地区・関西・中国・福岡県                                                                               |
| 旅客鉄道 | 四国旅客鉄道       | 株式会社     | JR四国          | 水色               | 香川県高松市              | 四国 |
| 旅客鉄道 | 九州旅客鉄道       | 株式会社     | JR九州          | 赤                 | 福岡県福岡市              | 九州 |
| 貨物鉄道 | 日本貨物鉄道       | 株式会社     | JR貨物          | コンテナブルー     | 東京都渋谷区              | 日本全域 |
| 情報処理 | 鉄道情報システム   | 株式会社     | JRシステム      | エンジ             | 東京都渋谷区              | 日本全域 |
| 研究機関 | 鉄道総合技術研究所 | 公益財団法人 | 鉄道総研 JR総研 | 薄紫               | 東京都国分寺市            | 日本全域 |

| 事業領域 | 法人名                  | 種別     | 通称   | コーポレートカラー | 本社       | 主な事業区域 | 備考 |
| -------- | ----------------------- | -------- | ------ | ------------------ | ---------- | ------------ | --- |
| 鉄道電話 | 鉄道通信 → 日本テレコム | 株式会社 | JR通信 | グレー             | 東京都港区 | 日本全域     | 2001年、JRグループとの資本関係解消。 2015年にソフトバンクモバイル（現：ソフトバンク、元は日本テレコム子会社のジェイフォン）に吸収合併された、ソフトバンクテレコムの前身（→ソフトバンクテレコム#歴史）。 |

各事業者・法人の総称としてはJRグループとも呼ばれるが、このグループは概ね以下の3種に分類される独自の資本体制に依拠した法人の総称で（次項「#民営化から現在までの状況」も参照）、なおかつ資本体制に関わらず経営はそれぞれ独立しており、グループを代表して各社を統括する持株会社および統括会社は存在しないが、上場完全民営化までは鉄道建設・運輸施設整備支援機構（JRTT、分割民営化当初は、日本国有鉄道清算事業団）が株式の保有を行っている。
発足当初は会社相互間の株式持ち合い関係も存在しなかったが、後に純粋民間会社となった4社の間では株式の持ち合いが行われている。保有割合はおおむね1%未満だが、JR九州に対しての他3社からの出資は2020年以降1%を超えている。
- 純粋民間会社（上場会社。下記の特殊会社からの移行）
  - 東日本旅客鉄道（JR東日本）
  - 東海旅客鉄道（JR東海）
  - 西日本旅客鉄道（JR西日本）
  - 九州旅客鉄道（JR九州）
- 現時点では独立行政法人のJRTTが全株式を保有する特殊会社
  - 北海道旅客鉄道（JR北海道）
  - 四国旅客鉄道（JR四国）
  - 日本貨物鉄道（JR貨物）
- 各旅客会社・JR貨物による共同出資法人
  - 鉄道情報システム（JRシステム）
  - 鉄道総合技術研究所（JR総研）

このような分散的なグループ体制に起因して、営業施策や経営戦略等において各社の独自性が極めて強いのが特徴であるが、一方で旧国鉄から引き継いだ鉄道ネットワークの一体性にも利用客への利便性という観点からある程度配慮されている。2社以上のJR営業エリアにまたがる列車の相互乗り入れ、運賃・乗車券制度の事実上の共通化、観光振興（国鉄時代から続くデスティネーションキャンペーン）、震災のような大規模災害時の復旧要員派遣といった様々な分野で、広域的な連携・協調・協力体制も構築している。
JRの駅などに掲示されるデスティネーションキャンペーンや青春18きっぷのポスター、そして交通新聞社発行の『JR時刻表』には、「JR-GROUP」のロゴが使用されている。ただし、この場合のJRグループは旅客鉄道各社を意味し、貨物・総研・システムは含まれない。ただし、2017年12月に実施された国鉄民営化30周年記念ツアーの企画には、寝台特急「カシオペア」を牽引する機関車を提供する形でJR貨物も参加している。
JR東日本・東海・西日本・九州が、鉄道ノウハウ（とりわけ高速鉄道）の国際進出を目的に一般社団法人国際高速鉄道協会（IHRA）を2014年（平成26年）4月1日に東京都港区に設立した。こちらは出資したJR大手4社の他、JR総研、さらにJR方式の高速鉄道を採用した台湾高速鉄路公司なども会員としている（のちにJR北海道も加盟し、四国を除くすべての旅客会社が参加している）。
JR系の社員の健康保険組合は、概ね「JRグループ健康保険組合」の加入となる。
JRグループ各社傘下の吹奏楽団が加盟する「JRグループ音楽連盟」は、JR北海道音楽クラブ（休部中）、JR東日本吹奏楽連盟（JR東日本東北吹奏楽団・JR東日本東京吹奏楽団）、JR東海音楽クラブ、JR西日本バンド連盟、JR四国吹奏楽部、JR九州吹奏楽団が会員。2016年11月から定期演奏会を開始した。各楽団は国鉄時代からの各管理局ごとの吹奏楽団が前身。
JRグループ7社のうち、JR北海道、JR東日本、JR東海、JR西日本の4社はACジャパン（旧：公共広告機構）の正会員企業である。

## 民営化から現在までの状況
薄緑:北海道
 緑色:東日本
 橙色:東海

 青色:西日本
 水色:四国
 赤色:九州
JRグループ各社は、日本国有鉄道改革法（昭和61年法律第88号）（第6条第2項（旅客会社）、第8条第2項（貨物会社））の規定により、1987年4月1日に発足した。運営等については、旅客鉄道株式会社及び日本貨物鉄道株式会社に関する法律（JR会社法）に定められた。「JR」という呼称は、同年2月20日に決められたものである。
JR発足当初は、国鉄から移行した日本国有鉄道清算事業団（JNRSC）が全株式を保有する特殊会社であった。なお、同事業団解散に伴い1998年10月22日以降日本鉄道建設公団（JRCC）国鉄清算事業本部、2003年10月1日以降独立行政法人鉄道建設・運輸施設整備支援機構（JRTT）が株式を継承した。
2001年6月27日にJR会社法が改正され、本州の旅客3社（JR東日本、JR東海、JR西日本）が同法の対象から外され、純粋民間会社（非特殊会社）化が実現した。それに伴い、一部経営に関する部分の認可制から解放され、いわゆる「普通の会社」になったが、その一方で、国鉄改革趣旨に則った事業運営が行われるよう「本州3社が配慮すべき指針」の公表、事業経営への指導及び助言、勧告及び命令を国土交通大臣が行うことができる旨が、改正附則に明記された。
その後、本州3社の株式については順次民間への売却が行われ、2002年6月にはJR東日本、2004年3月にはJR西日本、2006年4月にはJR東海の全株式の売却が完了し、上場している本州3社は名実ともに「完全民営化」が実現した。
一方、いわゆる三島（さんとう）会社と呼ばれる本州以外の旅客3社（JR北海道、JR四国、JR九州）およびJR貨物はJRTTが全株式を保有する特殊会社であり、また、もともと採算の厳しい路線が多く、経営努力だけでは限界があることが当初より想定されていたため、固定資産税の減免および三島会社に関しては経営安定基金の運用（主にJRTTへの高金利による貸付であり、実質的な補助金）により損失補填しているが、バブル崩壊以後は低金利状態の基金運用が続いている等経営環境は厳しい状況にあった。
2015年6月10日にJR会社法が改正され、2016年4月1日よりJR九州が同法の適用から除外された。これにより同社は法令上は特殊会社から民間会社に移行した。同社の株式は2016年10月25日に東京証券取引所に上場、JRTTが保有していた同社の株式は全て売却された。これにより、同社は経営が厳しいと見られていた三島会社からは初めて「完全民営化」を果たすこととなった。なお、同社の経営安定基金の取り扱いについては、借入金の返済や新幹線設備使用料の一括前払いなどに充てられ、国庫に返納せずに全て取り崩された。固定資産税の軽減措置は改正JR会社法の施行から3年後の2019年度に廃止された。
なお、2016年時点でその他3社（北海道、四国、貨物）については依然として厳しい経営状況が続いており、上場や民間への株式売却の目途は立っていない。

## 社名表記について
「鉄」の字について、ロゴ文字に限り「鉃」（金偏に矢）という字を採用した。JR四国を除き、JRグループでは各社とも社名ロゴに「鉃」（金偏に矢、本来は「鏃（やじり）」の意）を使用している。これは「金を失う」に繋がる「鉄」の字を避けるためのゲン担ぎであり、背景にはJRは国鉄の赤字が原因で発足したという経緯がある。かつては、近畿日本鉄道等にも同様の例があった。
JRグループにおける各社の略称は、分割民営化前の国鉄時代に原案が作られており、それらをもとに決定され、1987年2月20日に発表された。1987年4月1日の新体制の発足に際し、呼称としての「JRグループ」・「JR○○」を前面に押し出した結果、「JR」の定着はスムーズに進んだ。

## コーポレートカラー
JRグループにおける各社のコーポレートカラーは、分割民営化前の国鉄時代に原案が作られており、それらを元に決定され、1987年（昭和62年）2月20日に発表された。ロゴを含むCIデザインは日本デザインセンターが手がけている（後節も参照）。
- 北海道旅客鉄道 - ライトグリーン。真白な雪の大地から一斉に芽生え、やがて野山を彩る柔らかな色。新会社のさわやかで伸びやかなイメージを表現[13]。
- 東日本旅客鉄道 - グリーン。東北・信越・関東の豊かな緑色で、力強く発展していく新会社の未来を象徴させる。また、東北・上越新幹線のカラー（緑14号）でもある[13]。
- 東海旅客鉄道 - オレンジ。かぎりなく広がる東海の海と空の彼方を染める夜明けの色。新鮮で潑剌としたオレンジのように、フレッシュな新会社を表す。また、この地域を走る湘南色の電車にあやかっている[13]。
- 西日本旅客鉄道 - ブルー。日本の文化と歴史に彩られた地域に相応しい色とされ、地域に密着した会社を表している。また、豊かな海と湖を象徴するカラーでもある[13]。
- 四国旅客鉄道 - ライトブルー。太平洋の青さより、さらに鮮やかなブルーであり、「青い国・四国」で知られる澄みきった空のブルーとして、新会社のフレッシュさを表現[13]。
- 九州旅客鉄道 - レッド。南の明るい太陽の国には、燃える熱意の色「赤」が相応しいとされた。全力で明るくスタートダッシュを切る新会社の意欲的な姿勢を表現している[13]。
- 日本貨物鉄道 - コンテナブルー。新会社のフレッシュさと信頼感を演出するカラー。国鉄末期にはC35形コンテナから始まる、2万個もの新造コンテナがイメージの一新を目指して、塗装を従来のコンテナグリーン（黄緑6号）からコンテナブルー（青22号）に変更して登場していた[13]。民営化後に設計された19A形コンテナは当初JRFレッドと黒で登場し、その後、後継形式を含めJRFレッド一色となっている。
- 鉄道情報システム - エンジ。[14][出典無効]
- 鉄道総合技術研究所 - 薄紫。[14][出典無効]
- JRグループ - 無彩色。グループ各社としての汎用性を考え、黒、グレー、白、3つの無彩色とされ、金・銀も可としている[13]

## ロゴ（JRマーク）
JRマークなどのロゴデザインは、1964年東京オリンピックポスター、トヨタロゴ、アサヒビールロゴ等を考案した日本デザインセンターが製作した。
JRマークは、鉄道車両は両方向に進行することが可能であるため、ロゴが描かれた車両がどちらに動いても違和感のないように作られている。高速走行時の視認性も考慮され、どこまでも繋がっているレールのように太くて横に広がるシンプルな一筆書きの形状には、スピード感も込められている。また、新会社の安定感を作り出すために「R」の斜めの支えを加えることで、大地に根を張るイメージが付与されている。
JRマークはわずかな例外を除き、各社の鉄道車両に掲出されている。電車や気動車については制御車の側面・まれに前面部分、機関車の側面、客車では緩急車の側面などにこのマークがある。民営化当初、各社は車体の色合いに合わせて、白色、黒色または灰色といった無彩色のJRマークを掲出していたが、JR九州だけは一貫してコーポレートカラーである赤色のJRマークを掲出しており、ED76・EF81など、車体が赤色である交流用および交流直流両用電気機関車については、赤地に白い縁取りを加えたJRマークを使用した。また、JR東海でも1988年以降、クロ381形10番台の落成を皮切りに特急形車両を中心にコーポレートカラーであるオレンジ色のJRマークを掲出するようになった。その後、現在に至るまでに様々な色のJRマークが車両に掲出されている。
なお、JRマークは「ジェイアアル」という呼称で1999年12月3日に商標登録が完了している。各社毎にロゴが商標登録されており、各JR旅客各社のロゴは、全旅客各社が共同で権利を申請し、所有している模様。
また、JR貨物では、JRマークの下に「FREIGHT」の文字を加えたロゴや、1990年代後半以降は独自の「JRF」マークを制定している。所有するコンテナや機関車に使用しており、こちらも商標登録されている。
このほか1998年まで存在した日本国有鉄道清算事業団（JNRSC）では、1988年2月4日に事業団の識別用マークを制定しており、JRマークを元に改変した「JNR」のマークがデザインに含まれていた。

### 製作の経緯
1986年11月28日に参議院本会議で国鉄改革関連8法が可決成立したことに伴い、新会社のマークと社名ロゴにコーポレートカラーなど、新会社が必要とするデザイン課題が国鉄プロジェクトチームと電通との間で話し合われていた。その製作に相応しいクリエイターということで、日本デザインセンターにデザイン製作依頼が舞い込み、チーフディレクターの梶祐輔を中心としたプロジェクトチームが立ち上げられた。
マークのデザイン案は「JRグループ（Japan Railway Company）」または「NRグループ（Nippon Railway Company）」で、それ以外にも幅の広いデザイン案が求められた。各デザイナーによって起こされたデザインは100案以上を超え、「JR」「NR」を模ったもの、レールの頭文字「R」をデザインしたもの、6つの旅客会社のレールをデザインしたもの、レールを鳥がはばたくイメージで表現したものなど多様なアプローチが提案されたが、1987年1月14日には3案に絞られた。国鉄総裁の杉浦喬也はその3案を自宅に持ち帰って3日間考え抜いた末、新会社グループのJRを最もシンプルにデザインしたものに決定し、最終的には永井一正の監修を受けて完成した。デザインが決定してから民営化までは2か月半しかなく、7社の社名ロゴおよび各社カラー・アプリケーションの開発・マニュアル制作・記者発表用キット・各社の切符など膨大な制作物をこの期間で仕上げることが求められた。
国鉄では、民営化初日の4月1日に特急の一部と山手線だけにでもJRマークを付けた車輌を走らせたいと考えていた。日本デザインセンターは、民営化の初日から全国の列車の機関車と運転台付きの車両にマーク展開することを提案。全国で約1万輛に及ぶ多彩な型式の車両ごとにデザインを起こし、3月31日の最終列車から翌4月1日始発までの間に職員の手でJRマークを貼付するという計画だった。そのために誰にでも短時間で作業できるよう工夫した「JRマーク車両貼付け指示書」が制作された。この指示書は110ページに及ぶものだったが、時間が切迫していたため、図面の指示は山本洋司による手書きだった。